# مقاطعة ساكو
مقاطعة ساكو (بالصومالية: Degmeda Saakow)‏ هي مقاطعة في جنوب محافظة جوبا الوسطى جنوب الصومال عاصمتها مدينة ساكو.

## روابط خارجية
- مناطق الصومال
- الخريطة الإدارية لمقاطعة ساكو